# Koumra
Koumra je grad u Čadu, s 38.400 stanovnika sedmi po veličini u državi. Smještena na jugu zemlje, u blizini granice sa Srednjoafričkom Republikom, sjedište je regije Mandoul i departmana Mandoul Oriental.